# Zariquiegui
Zariquiegui (en euskera: Zarikiegi) es una localidad española y concejo perteneciente al municipio de la Cendea de Cizur, en la Comunidad Foral de Navarra. Está situada en la Merindad de Pamplona, partido judicial de Pamplona, y forma parte de la Cuenca de Pamplona. Se encuentra a 11,5 km de la capital Pamplona. Su población en 2014 fue de 173 habitantes (INE). 

## Geografía

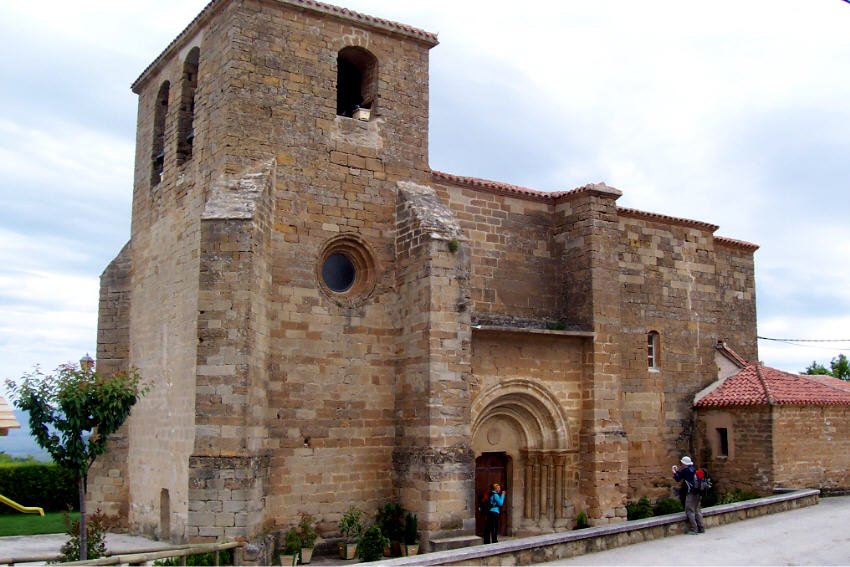
Iglesia de San Andrés de Zariquiegui

La localidad de Zariquiegui se encuentra situada en la parte sureste de la Cendea de Cizur localizada en el eje central de la Comunidad Foral de Navarra dentro de la Cuenca de Pamplona. Dista 11,5 km de Pamplona, 88 km de San Sebastián, 105 de Vitoria y 78 km de Logroño.
Su término concejil tiene una superficie de 366 hectáreas (3.66 km²) y limita al norte con el concejo de Guenduláin, al este con este mismo concejo y con el de Galar en el municipio de la Cendea de Galar, al sur con la sierra del Perdón y al oeste con el de Astráin.
|                | Norte:Guenduláin       |                                            |
| Oeste: Astráin |                        | Este: Guenduláin y Galar (Cendea de Galar) |
|                | Sur: Sierra del Perdón |                                            |

## Toponimia
El significado de Zariquiegui, término de origen vasco, se traduce por "Lugar o colina de sauces". Proviene de la palabra vasca zarrika que significa "sauce" junto con el sufijo -egi `local' o (h)egi 'colina'.

## Demografía

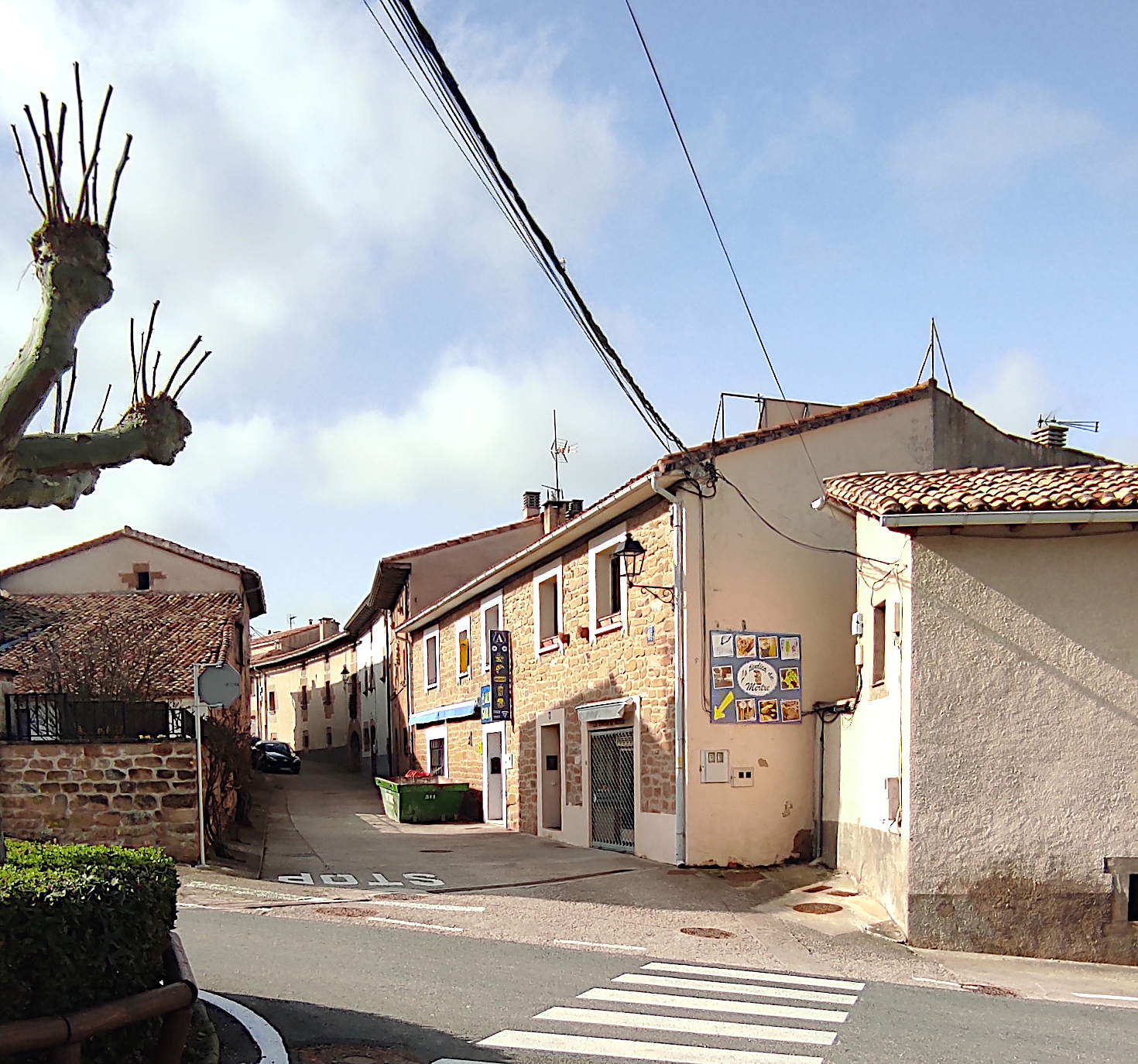
Albergue de peregrinos

| Gráfica de evolución demográfica de Zariquiegui entre 2000 y 2021 |
|                                                                   |
| Datos según el nomenclátor publicados por el INE.                 |

## Historia
Su situación geográfica al pie de la sierra del Perdón ha favorecido la presencia de una ruta jacobea medieval alternativa a la que discurría desde Pamplona hacia Puente la Reina cerca del río. Este ramal partiría desde Guenduláin hacia Zariquiegui para atravesar la serranía. Su relevancia además se vería refrendada por la presencia de «los sanjuanistas, situados “señorialmente” en la Cendea» y con propiedades y bienes enGuenduláin, Undiano, Muru-Astráin, Larraya, Nuin, Sagüés, Zariquiegui o Gazólaz.
Además de los sanjuanistas, se han registrado noticias de la presencia en la localidad, a mediados del siglo XIII, del monasterio de Irache y de la colegiata de Roncesvalles. Incluso en 1280 la Corona navarra figura como titular del "monasterio" de San Salvador de Zariquiegui, dedicado a la atención de peregrinos, habiendo desaparecido en la actualidad.

## Cultura

### Patrimonio

#### Monumentos religiosos
En la arquitectura religiosa de la localidad destaca la Iglesia de San Andrés (siglo XIII), iglesia por la que pasan los peregrinos del camino francés Camino de Santiago.
Este templo es de nave única con bóveda de crucería simple y torre cuadrada a los pies. Tiene una portada románica abocinada, con capiteles decorados con motivos vegetales y con un gran crismón en el tímpano. En su interior, el retablo mayor es romanista de la primera mitad del siglo XVII.

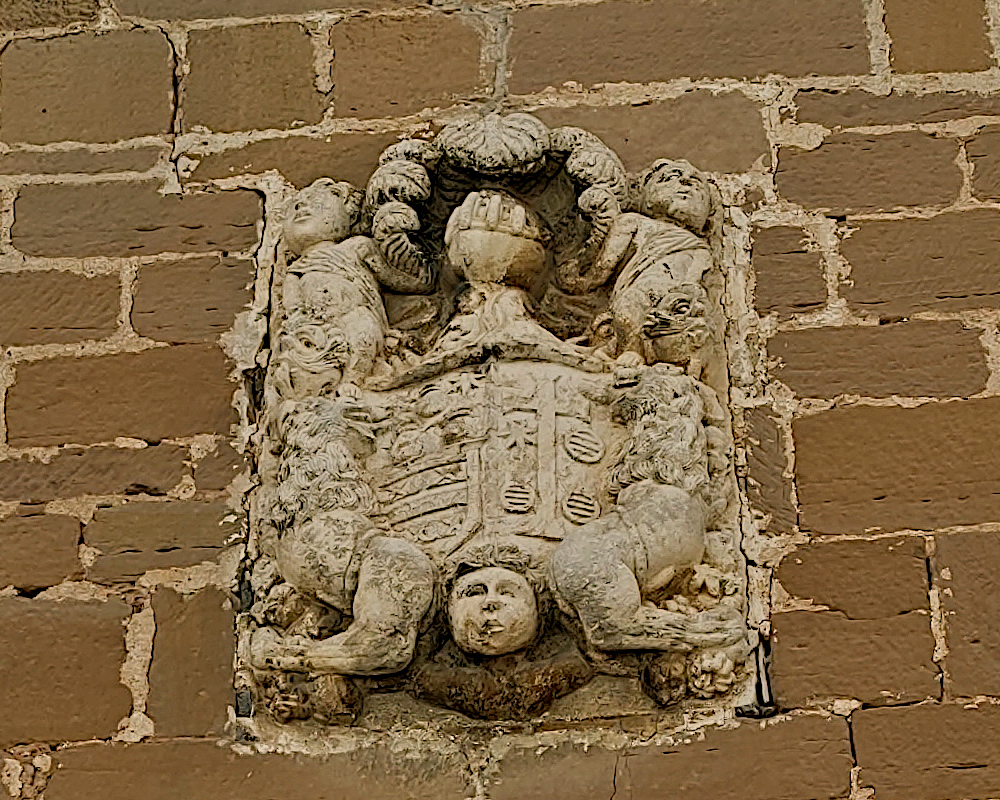
Piedra armera en Zariquiegui

#### Monumentos civiles
En el Libro de Armería del Reino de Navarra se incluye el escudo del palacio habido en la localidad. Según se describe «era bandado, de ocho piezas de oro y gules, y las bandas de gules cargadas de zetas de plata.»
En el Catálogo Monumental de Navarra describe algunos edificios civiles de este lugar, dos antiguas casas blasonadas con sus escudos aunque «ninguno de ellos coincide con el que aparece registrado en el armorial del Reino antes citado.»
Sobre el primero nos informa que «se abre un portalón de medio punto junto a una ventana. En los dos cuerpos restantes dos vanos en cada uno, con antepecho moldurado los del segundo cuerpo que flanquean un escudo barroco entre leones tenantes, con yelmo por timbre y mascarón inferior. El campo es cuartelado; primero y cuarto dos chevrones con flor de lis y rama; segundo y tercero cruz trebolada entre cuatro veneras.»
Sobre el segundo, situado enfrente al anterior, hay otro edificio de grandes dimensiones que «presenta igualmente fachada de sillar aunque de dos niveles en el segundo de los cuales se empotra un escudo también barroco entre leones y niños tenantes, con yelmo por timbre y mascarón inferior. El campo figura partido: a la izquierda subcortado con tres calderos y dos estrellas arriba, y tres fajas con cuatro aspas abajo; a la derecha cruz entre roeles y una estrella.»

### Fiestas y eventos
Sus fiestas se celebran el penúltimo fin de semana de junio.

## Comunicaciones
| Eskualdeko Hiri Garraioa/Transporte Urbano Comarcal |   |
| Taxi Iruñerria                                      |   |
| Zona                                                | B |
| Estaciones                                          |   |